# Veronika Jaborníková
Veronika Jaborníková (* 2001) ist eine tschechische Bahnradsportlerin.

## Sportlicher Werdegang
2017 begann Veronika Jaborníková mit dem Bahnradsport. 2018 und 2019 startete sie bei Bahnradsport-Weltmeisterschaften der Junioren. 2019 belegte sie im Sprint Platz vier. Bei den nationalen Meisterschaften wurde sie gemeinsam mit Veronika Bartoníková tschechische Junioren-Meisterin im Teamsprint.
Ab 2020 startete Jaborníková in der Elite. Im Juli 2020 wurde sie tschechische Meisterin im Sprint, im Keirin und mit Sára Kaňkovská im Teamsprint.

## Erfolge

### Bahn
2019
- Tschechische Junioren-Meisterin – Teamsprint (mit Veronika Bartoníková)

2020
- Tschechische Meisterin – Sprint, Keirin, Teamsprint (mit Sára Kaňkovská)

2022
- U23-Europameisterschaft – 500-Meter-Zeitfahren

2023
- U23-Europameisterschaft – Keirin, Teamsprint (mit Anna Jaborníková und Natálie Mikšaníková)
- Tschechische Meisterin – Sprint, Keirin, 500-Meter-Zeitfahren, Teamsprint (mit Anna Jaborníková und Natálie Mikšaníková)

2024
- Tschechische Meisterin – Sprint, Keirin, Zeitfahren

2025
- Tschechische Meisterin – Sprint, Keirin, Zeitfahren, Teamsprint (mit Sára Peterková und Anna Jaborníková)